# Ольк, Вернер
Вернер Ольк (род. 18 января 1938, Оструда) — немецкий футболист, защитник. Капитан мюнхенской «Баварии» в 1965—1970 годах.

## Карьера
В 1956 году защитник начал играть за «Арминию» из Ганновера. В 1960 году игрок перешёл в «Баварию». В 1965 году после победы в финальном турнире регион-лиги «Бавария» вышла в Бундеслигу. Вернер Ольк стал капитаном команды. Он помог клубу выиграть чемпионат Германии и Кубок обладателей кубков. Футболист завершил карьеру в 1973 году в Швейцарии.

## Сборная Германии
В 1961 году защитник сыграл один матч за сборную Германии.

## Тренерская карьера
Вернер Ольк начал тренерскую карьеру во втором дивизионе Швейцарии. В 1974—1975 годах работал в клубе второй бундеслиги «Пройссен». В сезоне 1977/78 он возглавлял «Аугсбург», занявший 14 место во второй бундеслиге (зона «Юг»). В сезоне 1978/79 Ольк работал в футбольном клубе «Айнтрахт» из Брауншвейга, но был уволен в марте 1979 года. В 1980 году он возглавил «Дармштадт 98», с которым выиграл зону «Юг» второй Бундеслиги 1980/81 и вывел клуб в Бундеслигу, в которой «Дармштадт» провёл один сезон. В сезоне 1982/83 Вернер тренировал «Фрайбург» из второй Бундеслиги, который по итогам сезона занял 8-е место. В 1984 году он возглавил «Карлсруэ», который по итогам сезона занял 17-е место в чемпионате. В сезоне 1985/86 Вернер тренировал «Санкт-Галлен», который занял 11-е место в чемпионате Швейцарии. В 1988 году Вернер Ольк был главным тренером клуба второй Бундеслиги «Дармштадт». В 1990 году он возглавил сборную Марокко и вывел её на Кубок африканских наций 1992, на котором его команда не вышла из группы. Летом 1992 года сборная Марокко принимала участие в футбольном турнире Олимпийских игр в Барселоне, где заняла 4-е место в группе. В 1996 году Вернер Ольк выиграл африканский кубок чемпионов, обыграв в финале нигерийский «Шутинг Старз».

## Достижения
В качестве игрока
- Чемпион Германии: 1969
- Обладатель кубка Германии: 1966 , 1967 , 1969
- Обладатель кубка обладателей кубков: 1966/1967

В качестве тренера
- Вторая бундеслига: 1980/1981 (зона «Юг»)
- Лига чемпионов КАФ: 1996